# Vrijwilligers in de Tweede Boerenoorlog
In de Tweede Boerenoorlog (door Afrikaners Tweede Vryheidsoorlog genoemd) maakte het Verenigd Koninkrijk zich uitermate impopulair vanwege het Britse beleid dat gevoerd tijdens de oorlog tegen de Boeren (voormalig Nederlandse kolonisten). Militaire steun door regeringen kwam er niet uit Europa, wel gingen er een groot aantal vrijwilligers naar de Boerenrepublieken Oranje Vrijstaat en Transvaal.

## Aantal Vrijwilligers uit andere landen
| Land                          | Aantal  |
| ----------------------------- | ------- |
| Nederland                     | 2.000   |
| Duitsland                     | 550     |
| Frankrijk                     | 400     |
| Verenigde Staten              | 300     |
| Denemarken, Noorwegen, Zweden | 230-300 |
| Rusland                       | 225     |
| Italië                        | 200     |
| Ierland                       | 200     |

## Nederlandse vrijwilligers
De Nederlanders voelden zich verbonden met de Boeren, zij spraken immers dezelfde taal en de Boerenrepublieken waren het gevolg van de expansiedrift van Nederland in de Gouden Eeuw. In totaal vochten er zo'n 2.000 Nederlanders mee, die speciaal na het bezoek van Paul Kruger in 1900 vanuit Nederland kwamen. Daarnaast woonden ongeveer 50.000 Nederlanders ten tijde van de oorlog in de Oranje Vrijstaat en de Zuid-Afrikaansche Republiek.

## Amerikaanse vrijwilligers
De Verenigde Staten van Amerika bemoeide zich vrijwel niet met de Engelse Boerenoorlogen in Zuid-Afrika. Wel waren er Amerikanen die zich als vrijwilliger voor de strijd meldden. Opmerkelijk is dat veel van die Amerikaanse vrijwilligers Nederlandse Amerikanen waren, geëmigreerde Nederlanders uit de Nieuwe Wereld die de voormalige Nederlanders in Zuidelijk Afrika wilden helpen.

## Vrijwilligers uit het Britse rijk
Er waren ook vrijwilligers uit het Britse Rijk die zich meldden aan Boerenkant. Het ging vaak om Canadese, Indiase en Ierse soldaten die vonden dat de Britten zich onmenselijk gedroegen in de strijd tegen de Boeren die volgens hen het recht aan hun kant hadden.

## Enkele beroemde vrijwilligers

### uit Nederland
- Ernest Douwes Dekker (schrijver)
- Cor van Gogh (de jongste broer van Vincent van Gogh)[1]

### uit Ierland
- John MacBride
- John Blake

### uit Rusland
- Niko de Boer, (Nikolai Bagration) (prins van Georgië)
- Aleksandr Goetsjkov (Russisch politicus)

## Voetnoten
1. ↑  Chris Schoeman, The unknown Van Gogh : the life of Cornelis van Gogh, from the Netherlands to South Afrika, Kaapstad, Zebra Press, 2015. ISBN 9781770227910